# Quincy Acy
Quincy Jyrome Acy (ur. 6 października 1990 w Tyler) – amerykański koszykarz, występujący na pozycji silnego skrzydłowego, obecnie zawodnik Olympiakosu Pireus.

## Przed NBA
Na ostatnim roku gry w szkole średniej, Acy zdobywał średnio 17,8 punktu i 7,8 zbiórek na mecz. Acy dostał się na Baylor University, gdzie pobił rekord drużyny i konferencji Big 12, trafiając pierwsze 20 rzutów z gry. W swoim debiutanckim sezonie notował 5,4 punktu i 3,6 zbiórki na mecz. Został wybrany nawet debiutantem tygodnia konferencji Big 12. W drugim sezonie jego średnie poszły w górę do 9,3 punktu i 5,1 zbiórek. Był pierwszym rezerwowym w drużynie Baylor Bears. W trzecim sezonie awansował do pierwszej piątki, w której występował na początku sezonu, zdobywając najlepsze w karierze w NCAA 12,4 punktu i 7,6 zbiórek. W jego trakcie przesunięty został z powrotem do roli rezerwowego. Po sezonie został wybrany najlepszym rezerwowym konferencji Big 12. W ostatnim sezonie zdobywał 12 punktów i 7,4 zbiórki. To mu umożliwiło dostanie się do drugiego składu konferencji Big 12 i do pierwszej piątki obrońców.

## NBA
Toronto Raptors wybrali Acy'ego w drafcie 2012 roku z 37. numerem. Zadebiutował 7 listopada 2012 w meczu przeciwko Dallas Mavericks. 6 grudnia 2012 został wysłany do drużyny Bakersfield Jam, która gra w lidze NBDL, z której powrócił do Toronto Raptors po tygodniu. W końcówce sezonu, w obliczu kontuzji kilku podstawowych zawodników, Acy dostawał coraz więcej minut od trenera. 6 kwietnia 2013 w spotkaniu przeciwko Milwaukee Bucks zdobył rekordowe w karierze 13 punktów. Niespełna tydzień później był bliski pierwszego w karierze Double-double. W spotkaniu z Chicago Bulls zanotował 10 punktów i 9 zbiórek.
W sezonie 2013/14 rozegrał w barwach Toronto Raptors 7 meczów, za każdym razem wchodząc z ławki rezerwowych. 8 grudnia 2013 został wymieniony do Sacramento Kings razem z Rudy Gayem i Aaronem Grayem w zamian za Johna Salmonsa, Chucka Hayesa, Patricka Pattersona i Greivisa Vasqueza.
6 sierpnia 2014 wraz z Travisem Outlaw został wytransferowany do New York Knicks w zamian za Wayne'a Ellingtona i Jeremy'ego Tylera.
25 grudnia 2014 uczestniczył w przepychance pomiędzy Johnem Wallem za co został zawieszony na 1 mecz a Wall ukarany 15 tysiącami dolarów.
5 stycznia 2015 w meczu pomiędzy Memphis Grizzlies zdobył double-double miał 19 punktów i 14 zbiórek. 22 lipca 2015 roku podpisał dwuletnią umowę z klubem Sacramento Kings. 20 lipca 2016 roku zawarł umowę z Dallas Mavericks. 10 stycznia 2017 podpisał 10-dniowy kontrakt z Brooklyn Nets.
7 stycznia 2019 podpisał 10-dniową umowę z Phoenix Suns. 17 stycznia zawarł kolejną 10-dniową umowę z klubem. Po jej wygaśnięciu opuścił klub.
31 lipca 2019 został zawodnikiem izraelskiego Maccabi Tel Awiw. 3 listopada 2021 dołączył do greckiego Olympiakosu Pireus.

## Osiągnięcia
Stan na 25 lutego 2022, na podstawie, o ile nie zaznaczono inaczej.
NCAA
- Najlepszy Rezerwowy Konferencji Big 12 (2011)
- Zaliczony do:
  - I składu:
    - defensywnego Big 12 (2012)
    - rezerw Big 12 (2010)
    - pierwszoroczniaków Big 12 (2009)
    - turnieju Las Vegas Clasic (2012)

  - II składu All-Big 12 (2012)
  - składu All-Big 12 Honorable Mention (2011)

Drużynowe
- Mistrz Izraela (2020)
- Zdobywca Pucharu Grecji (2022)

## Statystyki
Stan na koniec sezonu 2018/19

### NCAA
| Sezon   | Drużyna | M   | S5 | MPG  | FG%   | 3P%   | FT%   | RPG | APG | SPG | BPG | PPG  |
| ------- | ------- | --- | -- | ---- | ----- | ----- | ----- | --- | --- | --- | --- | ---- |
| 2008/09 | Baylor  | 34  | 0  | 16,4 | 65,5% | 0,0%  | 56,9% | 3,6 | 0,3 | 0,6 | 1,0 | 5,4  |
| 2009/10 | Baylor  | 36  | 0  | 23,3 | 69,7% | 0,0%  | 71,6% | 5,1 | 0,3 | 0,5 | 0,8 | 9,3  |
| 2010/11 | Baylor  | 31  | 0  | 31,0 | 53,5% | 0,0%  | 68,5% | 7,6 | 0,9 | 0,9 | 1,5 | 12,4 |
| 2011/12 | Baylor  | 38  | 0  | 29,7 | 57,7% | 60,0% | 78,2% | 7,4 | 1,0 | 0,9 | 1,8 | 12,0 |
| Razem   |         | 139 | 0  | 25,1 | 60,2% | 42,9% | 70,8% | 6,0 | 0,6 | 0,7 | 1,3 | 9,8  |

### NBDL
| Sezon   | Drużyna         | M  | S5 | MPG  | FG%   | 3P%   | FT%   | RPG | APG | SPG | BPG | PPG  |
| ------- | --------------- | -- | -- | ---- | ----- | ----- | ----- | --- | --- | --- | --- | ---- |
| 2012/13 | Bakersfield Jam | 13 | 10 | 28,4 | 58,3% | 12,5% | 70,8% | 7,7 | 1,2 | 0,5 | 0,7 | 13,0 |
| Razem   |                 | 13 | 10 | 28,4 | 58,3% | 12,5% | 70,8% | 7,7 | 1,2 | 0,5 | 0,7 | 13,0 |

### NBA
Na podstawie Basketball-Reference.com
| Sezon   | Drużyna    | M   | S5 | MPG  | FG%   | 3P%   | FT%   | RPG | APG | SPG | BPG | PPG |
| ------- | ---------- | --- | -- | ---- | ----- | ----- | ----- | --- | --- | --- | --- | --- |
| 2012/13 | Toronto    | 29  | 0  | 11,8 | 56,0% | 50,0% | 81,6% | 2,7 | 0,4 | 0,4 | 0,5 | 4,0 |
| 2013/14 | Toronto    | 7   | 0  | 8,7  | 42,9% | 40,0% | 62,5% | 2,1 | 0,6 | 0,6 | 0,4 | 2,7 |
| 2013/14 | Sacramento | 56  | 0  | 14,0 | 47,2% | 20,0% | 66,7% | 3,6 | 0,4 | 0,3 | 0,4 | 2,7 |
| 2014/15 | New York   | 68  | 22 | 18,9 | 45,9% | 30,0% | 78,4% | 4,4 | 1,0 | 0,4 | 0,3 | 5,9 |
| 2015/16 | Sacramento | 59  | 29 | 14,8 | 55,6% | 38,8% | 73,5% | 3,2 | 0,5 | 0,5 | 0,4 | 5,2 |
| 2016/17 | Dallas     | 6   | 0  | 8,0  | 29,4% | 14,3% | 66,7% | 1,3 | 0,0 | 0,0 | 0,0 | 2,2 |
| 2016/17 | Brooklyn   | 32  | 1  | 15,9 | 42,5% | 43,4% | 75,4% | 3,3 | 0,6 | 0,4 | 0,5 | 6,5 |
| 2017/18 | Brooklyn   | 70  | 8  | 19,4 | 35,6% | 34,9% | 81,7% | 3,7 | 0,8 | 0,5 | 0,4 | 5,9 |
| 2018/19 | Phoenix    | 10  | 0  | 12,3 | 22,2% | 13,3% | 70,0% | 2,5 | 0,8 | 0,1 | 0,4 | 1,7 |
| Razem   |            | 337 | 60 | 16,0 | 44,4% | 35,0% | 75,9% | 3,5 | 0,6 | 0,4 | 0,4 | 4,9 |